# Mantova megye
Mantova megye (olaszul: Provincia di Mantova, lombardul: Pruvincia de Mantua) Olaszország Lombardia régiójának egyik megyéje. Székhelye Mantova.

## Fekvése
Mantova megye Verona, Rovigo, Ferrara, Modena, Reggio Emilia, Parma, Cremona és Brescia megyékkel határos.

## Községek(comuni)
- Acquanegra sul Chiese
- Asola
- Bagnolo San Vito
- Bigarello
- Borgoforte
- Borgofranco sul Po
- Bozzolo
- Canneto sull’Oglio
- Carbonara di Po
- Casalmoro
- Casaloldo
- Casalromano
- Castel Goffredo
- Castel d’Ario
- Castelbelforte
- Castellucchio
- Castiglione delle Stiviere
- Cavriana
- Ceresara
- Commessaggio
- Curtatone
- Dosolo
- Felonica
- Gazoldo degli Ippoliti
- Gazzuolo
- Goito
- Gonzaga
- Guidizzolo
- Magnacavallo
- Mantova
- Marcaria
- Mariana Mantovana
- Marmirolo
- Medole
- Moglia
- Monzambano
- Motteggiana
- Ostiglia
- Pegognaga
- Pieve di Coriano
- Piubega
- Poggio Rusco
- Pomponesco
- Ponti sul Mincio
- Porto Mantovano
- Quingentole
- Quistello
- Redondesco
- Revere (Olaszország)
- Rivarolo Mantovano
- Rodigo
- Roncoferraro
- Roverbella
- Sabbioneta
- San Benedetto Po
- San Giacomo delle Segnate
- San Giorgio di Mantova
- San Giovanni del Dosso
- San Martino dall’Argine
- Schivenoglia
- Sermide
- Serravalle a Po
- Solferino
- Sustinente
- Suzzara
- Viadana
- Villa Poma
- Villimpenta
- Virgilio
- Volta Mantovana